# Garcinia warrenii
Garcinia warrenii là một loài thực vật có hoa trong họ Bứa. Loài này được F.Muell. mô tả khoa học đầu tiên năm 1891.